# 多米尼克·琼斯
多米尼克·奥尼尔·琼斯（1988年10月15日—）為美国男子篮球运动员。他在2010年NBA选秀第1轮第25顺位被孟菲斯灰熊选中。

## 職業生涯
2013年9月21日，中国男子篮球职业联赛（CBA）辽宁飞豹宣布與琼斯完成簽約。2014年10月11日，CBA吉林东北虎宣布與琼斯完成簽約。2015年2月15日，琼斯與CBA山西猛龙簽約，合約為期兩年。7月19日，山西猛龙宣布與琼斯完成簽約。12月17日，山西猛龙表示琼斯右手受傷，已與萨缪尔·戴勒姆波特簽約。2016年2月26日，山西猛龙與琼斯解除合約。8月25日，CBA青岛雄鹰宣布與琼斯完成簽約。
2017年8月21日，CBA江苏大圣宣布與琼斯簽約。2018年8月7日，吉林东北虎宣布與琼斯完成簽約。2019年4月4日，琼斯加盟全国男子篮球联赛（NBL）广西威壮。7月26日，吉林东北虎宣布與琼斯完成續約。2020年12月2日，吉林东北虎宣布與琼斯完成續約。2021年12月24日，吉林东北虎完成註冊琼斯。2022年7月30日，吉林东北虎宣布與琼斯完成續約。
2023年8月24日，CBA新疆飞虎宣布與琼斯完成簽約。2024年5月31日，琼斯加盟NBL香港金牛。琼斯26場NBL例行賽全勤，場均上陣30.4分鐘，可挹注22.6分、6.5籃板、7.2助攻、1.2次抄截，拿下助攻王頭銜，並獲選最佳國際球員。9月24日，琼斯在NBL总决赛第五戰攻下50分，助隊以4比1擊退安徽文一奪下隊史首冠，琼斯則獲選总决赛MVP。9月25日，吉林东北虎宣布與琼斯完成簽約。2025年4月26日，长沙湾田勇胜宣布與琼斯完成簽約。

## 外部連結
- 多米尼克·琼斯在fiba.basketball（英语）
- 多米尼克·琼斯在fiba3x3.com（英语）
- 多米尼克·琼斯在NBA官網（英语）
- 多米尼克·琼斯在NBA G聯盟官網（英语）
- 多米尼克·琼斯在中国男子篮球职业联赛官網
- 多米尼克·琼斯在Basketball-Reference.com（NBA）（英语）
- 多米尼克·琼斯在Basketball-Reference.com（NBA G聯盟）（英语）
- 多米尼克·琼斯在Basketball-Reference.com（國際）（英语）
- 多米尼克·琼斯在Sports-Reference.com（NCAA）（英语）
- 多米尼克·琼斯在Eurobasket.com（球員）（英语）
- 多米尼克·琼斯在Proballers（英语）
- 多米尼克·琼斯在RealGM（球員）（英语）
- 多米尼克·琼斯在中国篮球数据库
- 多米尼克·琼斯在Flashscore（英语）